# رووتشنه
رووتشنه (به چکی: Rovečné) یک منطقهٔ مسکونی در جمهوری چک است که در ناحیه ژدار ناد سازاووو واقع شده‌است. رووتشنه ۱۱٫۷۴ کیلومتر مربع مساحت و ۶۴۹ نفر جمعیت دارد و ۵۷۲ متر بالاتر از سطح دریا واقع شده‌است.